# (5421) Уланова
(5421) Уланова (лат. Ulanova) — типичный астероид главного пояса, открыт 14 октября 1982 года советскими астрономами Людмилой Журавлёвой и Людмилой Карачкиной в Крымской астрофизической обсерватории и 19 октября 1994 года назван в честь советской балерины Галины Улановой.

## Обнаружение и именование
(5421) Уланова
Открыт 14 октября 1982 года в Научном Л. В. Журавлёвой и Л. Г. Карачкиной.
Назван в честь блестящей русской балерины Галины Сергеевны Улановой (1910— ), чьи живописные танцы в балетах «Жизель», «Лебединое озеро» и других не имеют себе равных.
Оригинальный текст (англ.)5421 Ulanova
Discovered 1982-10-14 by Zhuravleva-Karachkina at Nauchnyj.
Named in honor of the brilliant Russian ballet-dancer Galina Sergeevna Ulanova (1910— ), whose picturesque dancing in the ballets Giselle, Swan Lake and others are unmatched.
Источники: DISCOVERY.DB; M.P.C. 24122.

## Орбита

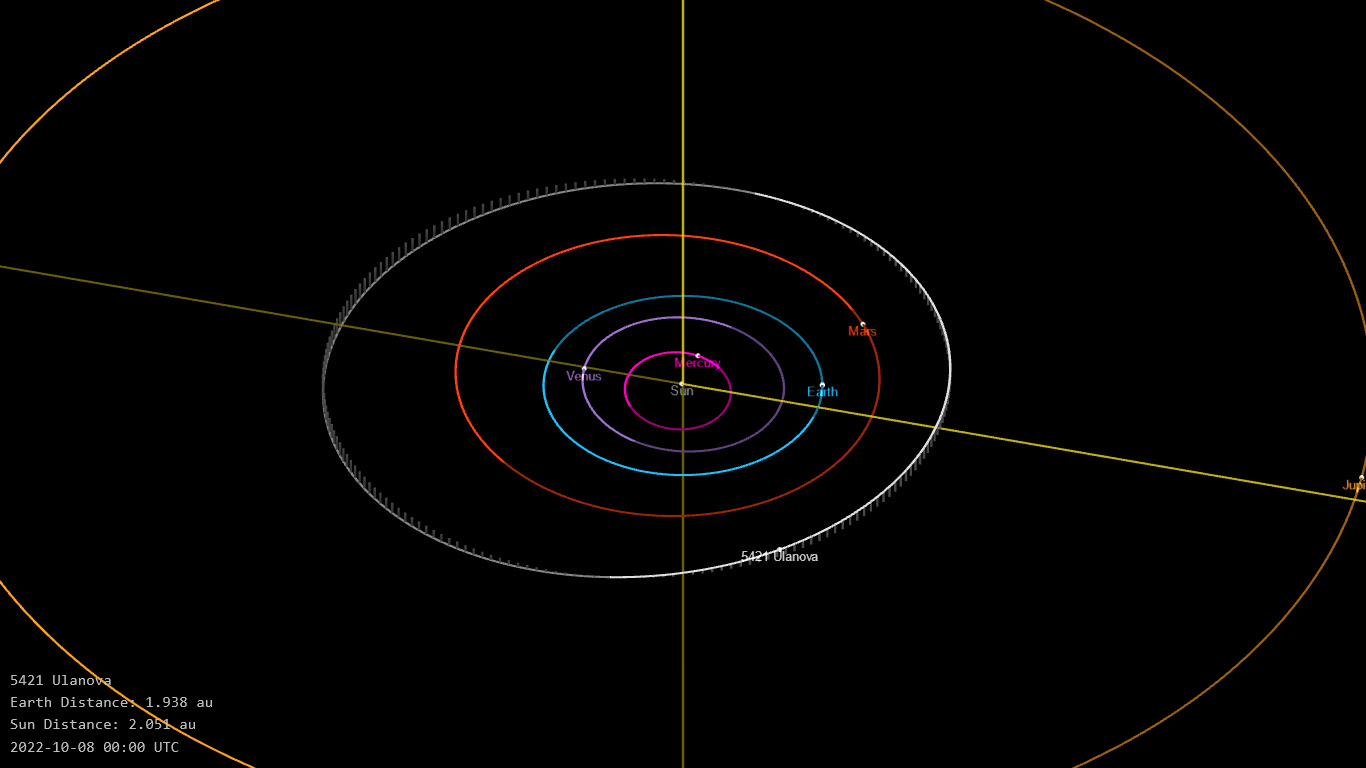
Орбита астероида Уланова и его положение в Солнечной системе

## Физические характеристики
Астероид относится к таксономическому классу S.
По результатам наблюдений в видимом и ближнем инфракрасном диапазоне космического телескопа NEOWISE диаметр астероида сначала оценивался равным 4,369±0,066 км, позже — 4,249±0,124 км. Согласно тем же источникам альбедо оценивается как 0,4438±0,1357 и 0,468±0,051.